# Muffuletta

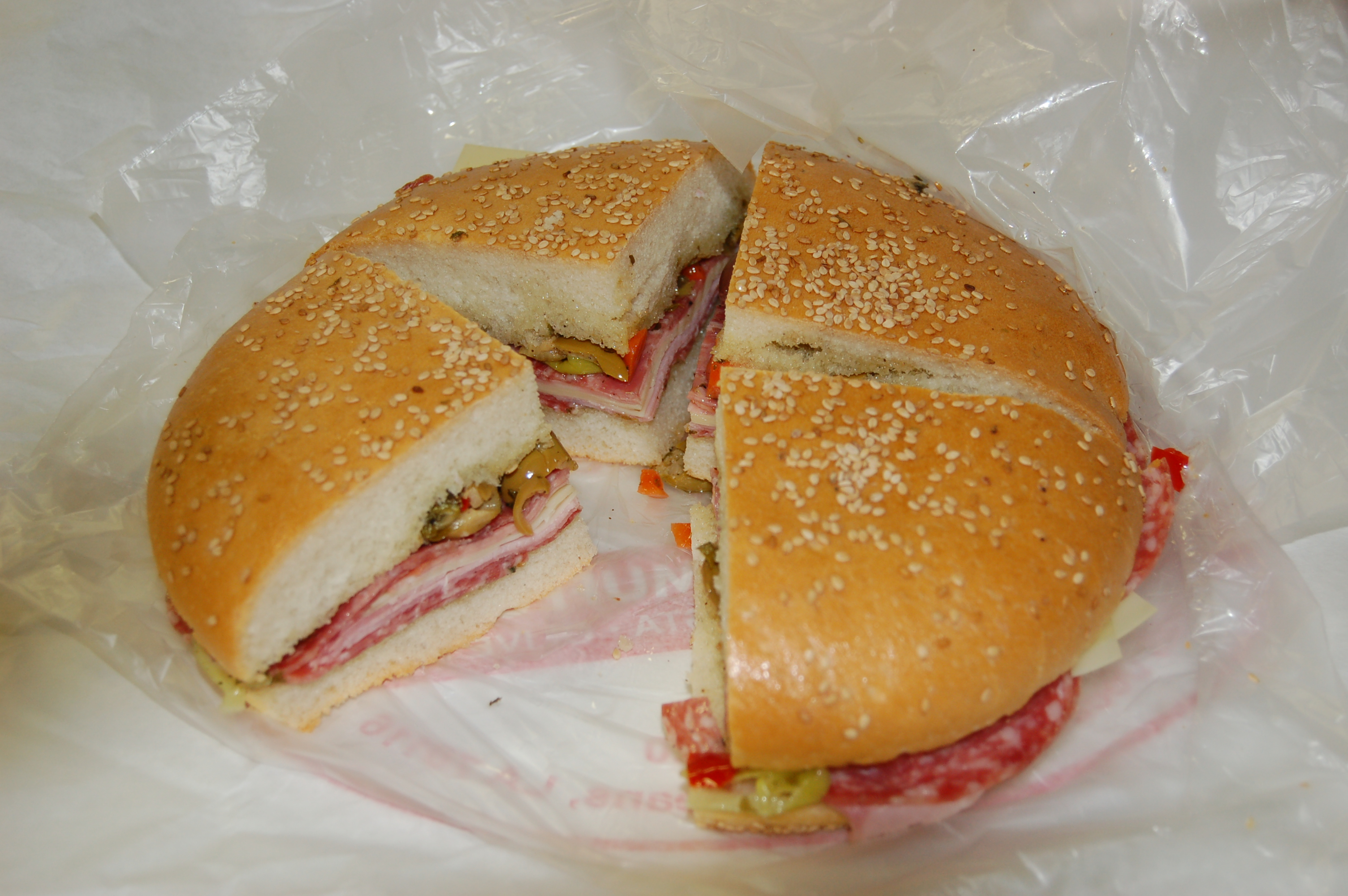
Muffuletta farcita (muffuletta sandwich)

Per muffuletta, anche detta muffoletta, muffuletto o guastedda, s'intende un pane rotondo siciliano.

## Storia
La muffuletta ha antiche origini e risultano esistere testimonianze del panino a epoche precedenti a quella dell'Impero romano, quando i fornai siciliani mescolavano gli impasti a ricette di origine ellenica e mediorientale. Nel corso dei secoli, la muffuletta è divenuta una ricetta tipica dell'isola mediterranea dove veniva consumata con ripieni abbondanti durante le locali celebrazioni religiose della commemorazione dei defunti del 2 novembre e dell'Immacolata Concezione dell'8 dicembre. 
Nel palermitano, il panino viene usato per preparare il tipico pani câ meusa, mentre a Caltanissetta nella muffoletta nissena si usano come ingredienti la ricotta e il caciocavallo, più il pepe.
Negli USA si è diffuso il muffuletta sandwich, che ha una ricca farcia a base di salumi, formaggi, e un contorno ottenuto mescolando olive verdi, carciofini e capperi.

## Caratteristiche
Una muffuletta è una pagnotta grande, rotonda e un po' appiattita con una consistenza robusta e spugnosa, simile a quella della focaccia. Tuttavia, a differenza di quello della focaccia, il pane utilizzato per la muffuletta è più leggero, e presenta una superficie esterna più croccante. L'impasto che viene usato per preparare una muffuletta in Italia comprende semola di grano duro, lievito di birra, sale, e molta acqua. Del panino esistono diverse varianti regionali con l'olio, i semi di sesamo, l'anice e il finocchio.

## Varianti
Un pane tipico di Partinico è il muffoletto rî parrini, che si prepara usando la biga e i semi di sesamo.
A Licata è un panino scuro aromatizzato con cumino, pepe, semi di anice e cannella, ricoperto con semi di sesamo. Viene condito con tonno sott'olio o altri ingredienti: rappresentava il pasto offerto ai componenti della confraternita che si erano occupati delle processioni del Venerdì Santo.